# Bileća
Bileća (cyr. Билећа) – miasto w Bośni i Hercegowinie, w Republice Serbskiej, siedziba gminy Bileća. W 2013 roku liczyło 7476 mieszkańców.

## Geografia
Bileća leży we wschodniej części Hercegowiny, na wysokości 476 m n.p.m., 30 km na północ od Trebinja, nad Bilećkim jezerem. W pobliżu miasta swe źródła ma rzeka Trebišnjica.
Miejscowa gospodarka oparta jest na przemyśle budowlanym i włókienniczym. Przez miasto przebiega droga Trebinje – Gacko.

## Historia
Pierwsza historyczna wzmianka o mieście pochodzi z 1387 roku. W 1388 roku wojska bośniackie pod wodzą Vlatka Vukovicia Kosačy pokonały w jego okolicach armię osmańską. Następnie miasto było we władaniu Pavla Radinovicia i Stjepana Vukčicia Kosačy.
W 1465 roku zostało podbite przez Imperium Osmańskie. Wiódł przez nie szlak z Dubrownika do Niszu.